# Calyptra
Calyptra är ett släkte i underfamiljen Calpinae inom familjen nattflyn (Noctuidae). De placeras i tribus Calpini vars exakta omfattning är oklar men som inkluderar ett antal flyn som födosöker genom att med sin sugsnabel penetrera fruktskal men även hud för att suga blod från ryggradsdjur.
Många av dessa arter kallas "vampyrfjärilar" eller motsvarande på olika språk, på grund av deras förmåga att dricka blod från ryggradsdjur och bland annat vampyrflyet (Calyptra thalictri), som påträffats i både Sverige och Finland, är kapabelt att dricka människoblod genom huden.
En del av arterna inom släktet har tidigare placerats i släktet Calpe. 

## Ett urval arter inom släktet
- Calyptra albivirgata (Hampson, 1926)
- Calyptra bicolor (Moore, 1883)
- Calyptra canadensis (Bethune, 1865) - återfinns i Kanada
- Calyptra eustrigata [2] - återfinns i Sydostasien
- Calyptra fasciata (Moore, 1882)
- Calyptra fletcheri (Berio, 1956)
- Calyptra hokkaida (Wileman, 1922) - återfinns i Japan
- Calyptra labilis - återfinns i Thailand.
- Calyptra lata (Butler, 1881) - återfinns i östra Asien
- Calyptra minuticornis (Guenée, 1852) - återfinns i Thailand och Malaysia.[2]
- Calyptra nyei Bänziger, 1979
- Calyptra ophideroides (Guenée, 1852)
- Calyptra orthographa (Butler, 1886) - återfinns i norra Thailand och norra Laos.
- Calyptra pseudobicolor Bänziger, 1979
- Calyptra thalictri (Borkhausen, 1790) Vampyrfly - återfinns i Ungern, Armenien och Kirgizistan. Den har observerats så långt norrut som Finland och Sverige[2]